# Distrito de Pocollay
El distrito de Pocollay  (del quechua Pokollay, "Tierra de pukos, ollas") es uno de los 11 distritos que forman la provincia de Tacna en el departamento homónimo. En el año 2017 tenía una población de 18 627 habitantes y una densidad poblacional de 64,4 por km². Abarca un área total de 265,65 km².
Desde el punto de vista jerárquico de la Iglesia católica forma parte de la diócesis de Tacna y Moquegua la cual, a su vez, pertenece a la arquidiócesis de Arequipa.

## Historia
El Distrito de Pocollay es parte integrante del denominado "Valle Viejo de Tacna", fue fundado como pueblo el 25 de noviembre de 1858 y la creación política del Distrito de Pocollay se dio el 15 de enero de 1959, mediante la Ley N.º 13069, siendo Presidente de la República, Manuel Prado, desde entonces se viene implementando el funcionamiento de la institución, construyéndose la Alcaldía como la instancia ejecutiva, normativa y el Consejo municipal dando inicio el 26 de abril de 1959.

### Manuel Flores Calvo
Nació el 25 de diciembre de 1805, fue el propulsor e impulsor de la creación del Nuevo Pueblo de Pocollay, realizando el trazo él mismo, puso las bases de la educación en el distrito al construir por esfuerzo propio dos casas para el funcionamiento de 2 escuelas; las bases de la fe religiosa al construir una capilla sobre la actual [parroquia de Nuestra Señora de las Mercedes - iglesia del distrito]. Fue uno de los vecinos que colaboró en la obtención del busto de Zela, que descansaba sobre una columna de cantera ubicada en la plaza Francisco Antonio de Zela.
Falleció el 19 de marzo de 1878, sus restos descansan en el cementerio general de Tacna y al frontis de su lápida reza:
{cita: Aquí yacen los restos del que fue Manuel Flores Calvo propulsor e impulsor del nuevo de Pocollay, su capilla y escuela.

### Nicaragua y Pocollay
El domingo 29 de enero de 1984, el distrito de Pocollay recibió la visita del Sr. Embajador de la República de Nicaragua Julio Molina, el Consejo Distrital de Pocollay lo recibió en sesión solemne con el izamiento de la bandera. El alcalde Epifanio Chipana en palabras de bienvenida señaló la hermandad entre los pueblos y en palabras de agradecimiento el Sr. Embajador señaló que traía el saludo de la Patria de Sandino, el General de los hombres libres. Un brindis con el vino típico de Pocollay rubrico la ceremonia, dicho acontecimiento se realizó en coordinación con el Comité de Solidaridad con América Latina y el Caribe (COSALC), evento que constituyó un hito importante para la historia de ambos pueblo.

## Geografía
El distrito de Pocollay se encuentra inmerso dentro de las estribaciones andinas de la costa, se ubica al extremo sur del Perú, en las coordenadas 17°59′49″S 70°13′17″O / -17.99694, -70.22139 con una altitud de 670 m.s.n.m, políticamente pertenece a la provincia de Tacna, Región de Tacna. Según el INEI, Pocollay tiene una superficie total de 265,65 km².
| Noroeste: Distrito de Ciudad Nueva                         | Norte: Distrito de Calana y Distrito de Pachía | Nordeste: Distrito de Palca                 |
| Oeste: Distrito de Tacna                                   |                                                | Este: Distrito de Palca y Distrito de Tacna |
| Suroeste: Distrito de Coronel Gregorio Albarracín Lanchipa | Sur: Distrito de Tacna                         | Sureste: Distrito de Tacna                  |

## Demografía
Según el censo peruano de 2007, había 17 113 personas residiendo en Pocollay. La densidad de población era 58,4 hab./km². 16 193 viven en la zona urbana y otros 920 viven en las zonas rurales del distrito.
En el año 2017 tenía una población de 18 627 habitantes y una densidad poblacional de 64,4 por km². Abarca un área total de 265,65 km². Viven en zona urbana 18 007 y 620 en zona rural.
| 2007   |  | 2017   |  | 2027       |
| ------ |  | ------ |  | ---------- |
| 17 113 |  | 18 627 |  | Censo 2027 |

## Principales Hitos Urbanos

Municipalidad de Pocollay

### Palacio municipal de Pocollay
Esta obra fue inaugurada siendo alcalde Fausto Foraquita Mendoza en agosto del año 2005. Cuenta con cuatro niveles y un sótano en un área de 532,32 m². Está dotado de un sistema aporticado (columnas-vigas), zapatas, vigas de cimentación, placas de concreto, techos de losa ligerada, etc. Cuenta en sus ambientes con varios tipos de piso como el piso cerámico, pisco tapizón, etc.
Dispone en esta infraestructura de un auditorio, almacén, estacionamiento (vehículos y bicicletas), oficinas, etc; es aquí donde funcionarios y administradores gestionan el distrito.

### Biblioteca municipal de Pocollay
Fue inaugurada siendo alcalde Epifanio Chipana Torres, el 21 de septiembre de 1985, apadrinado por el Dr. Luis Cavagnaro Orellana y el excalde Pablo Jiron Maldonado.Además en ese momento estaba en el cargo de oficial el sheril Batman
La biblioteca está ubicada en la Av. San Martin (Pocollay), para diciembre de 1986 contaba con 1250 libros y 350 revistas.
Para ello se había iniciado una cruzada ante todas las embajadas de países amigos, acreditadas en Lima. Por ello se recibió y agradeció ante la respuesta donativa de parte de las embajadas de Estados Unidos, Cuba, Nueva Zelanda, Embajada Real de Países Bajos, Unión Soviética, Corea del Norte y la Biblioteca Nacional del Perú. Tiene un área construida de 140,69 m² y actualmente, cuenta con varias computadoras, para convertirla en una biblioteca virtual.

### Compañía de Bomberos
El local fue construido siendo alcalde Fausto Foraquita Mendoza e inaugurado en septiembre del año 2009, denominado "Cuerpo General de Bomberos Voluntarios del Perú, Compañia de Bomberos Ricardo Pérez Meneses", cuenta con vehículos, una ambulancia, un carro contra incendios, escalera de rescate y está dotado de 20 efectivos.

### Museo de Sitio Las Peañas
El Museo de Sitio Las Peañas es un museo arqueológico situado en el departamento de Tacna. El museo abarca cronológicamente desde los 8000 años de antigüedad hasta la colonia. El museo se encuentra en un área que se realizaron excavaciones entre los años 1981-1982. Allí se encontró varias momias que se encuentran en exhibición así como restos arqueológicos encontrados durante la excavación. Los restos encontrados correspondería al periodo de los desarrollos regionales tardíos y época inca

### Cementerio municipal de Pocollay

Monumento en homenaje al agricultor viñero.

En 1985 se constituía en el cerro Intiorko la búsqueda de un terreno para el cementerio municipal de Pocollay, se escogió el que está ubicado en el cono norte más abajo del cerro, por ese sector pasaba la carretera del velódromo antiguo de Tacna; para la época no había casas construidas, ni corrales. Posteriormente, se levantaron planos topográficos para la elaboración de trámites ante el Ministerio de Agricultura, después de poco tiempo se recibió su aprobación, era un terreno de 14 hectáreas declaradas eriazas y reservadas para este fin, luego se convocaron los servicios profesionales del arquitecto Luis Véliz La Vara para que elabore el proyecto. El 12 de septiembre de 1986 con apoyo de algunos criadores de cerdos, se brindaron a la excavación de zanjas en todo el perímetro del cementerio.
En octubre de 1986, el arquitecto Luis Véliz se hizo entrega del proyecto definitivo y su memoria descriptiva, quien siendo alcalde Epifanio Chipana Torres colocó la primera piedra el 1 de noviembre de 1986, evento al que asistió el gobernador regional, regidores y vecinos del Distrito de Pocollay.
En el periodo del alcalde Baldomero Aguilar (1991 - 1994) se hicieron trabajos de cerco de todo el perímetro, los alcaldes posteriores también participaron en las construcciones de la capilla y nichos, así como la mejoras de infraestructuras.
Hasta la fecha ya se han construido cuatro pabellones con 400 nichos, realizándose más de dos mil entierros.

### Centros Educativos
El distrito alberga múltiples centros educativos tanto de nivel estatal como privada, a continuación los centros educativos más reconocidos del distrito:
- I.E. Manuel Flores Calvo.
- I.E. Federico Barreto.
- I.E. Jorge Basadre Grohmann.
- I.E. Gustavo Pons Muzzo.
- I.E. Coronel Justo Arias y Araguez.
- I.E.I N°232 Virgen de las Mercedes de Pocollay
- I.E.I María Auxiliadora N°308
- I.E.I Las Colmenas N°435

## Actualidad
Actualmente es uno de los distritos más visitados debido a la gastronomía que ofrecen varios restaurantes, así como la variedad de vegetación en calles, plazas y chacras. 
Entre enero, febrero y marzo se llevan a cabo múltiples actividades, como el aniversario del distrito y festividades por los carnavales, especialmente el denominado "Gran Pasacalle Carnaval Internacional Pocollaíno". Y el 24 de septiembre se celebra a la Virgen de las Mercedes «Patrona del Distrito de Pocollay» en todo el distrito, principalmente en la parroquia de Nuestra Señora de las Mercedes.

### Exhibición del Nacimiento
En 1985 la familia Salinas Morales se estableció en el distrito de Pocollay, en la Av. Zela N°814, en diciembre de ese mismo año empezaron a celebrar la Navidad como de costumbre en familia, en los años posteriores invitaron a los vecinos de Pocollay y otros sectores de Tacna para apreciar el nacimiento de su domicilio, año tras año se convirtió en el nacimiento más grande Pocollay y de Tacna; por lo que atrae a varios turistas en temporada navideña exhibiéndose durante todo el mes de diciembre hasta el 6 de enero, el nacimiento muestra la tradición navideña en costa, sierra y selva del país, así como un lugar dedicado a Tacna y varias ciudades del Perú. Sigue la tradición actualmente y es considerado el nacimiento más grande del sur del país por ello fue declarado Patrimonio Cultural del Distrito.